# Basiothia aureata
Basiothia aureata är en art av fjärilar som först beskrevs av den tyske araknologen och lepidopteristen Ferdinand Karsch 1891. Den ingår i släktet Basiothia och familjen svärmare (Sphingidae). Inga underarter finns listade i Catalogue of Life.